# Viêm ruột thừa
Viêm ruột thừa là tình trạng đặc trưng bởi hiện tượng viêm của ruột thừa. Mặc dù các ca nhẹ tự khỏi mà không cần điều trị, viêm ruột thừa cần được phẫu thuật mở ổ bụng để lấy bỏ ruột thừa bị viêm. Tỉ lệ tử vong cao nếu không điều trị, chủ yếu do ruột thừa viêm bị vỡ gây viêm phúc mạc và sốc.

## Nguyên nhân
Bệnh viêm ruột thừa thường xảy ra đối với các độ tuổi thanh thiếu niên và trẻ nhỏ từ 10 đến 30 tuổi, thậm chí có khi bệnh còn xảy ra với các bé từ 3 đến 4 tuổi và bệnh không lây lan, không bị theo di truyền. Nguyên nhân của bệnh thường không rõ ràng và thường chỉ có một số nguyên nhân chủ yếu dẫn đến bị hiện tượng đau ruột thừa như sau:
- Lòng ruột thừa bị tắc nghẽn
- Bị nhiễm trùng ruột thừa
- Tắc nghẽn mạch máu ở ruột thừa.

Nếu không điều trị, ruột thừa có thể bị hoại tử, vỡ ra, dẫn đến viêm phúc mạc, nhiễm khuẩn huyết và cuối cùng là tử vong.

## Dấu hiệu và triệu chứng
Kiểu đau của viêm ruột thừa thường bắt đầu ở vùng quanh rốn trước khi khu trú ở hố chậu phải, trong lâm sàng gọi là hiện tượng đau chuyển. Thường đi kèm với chán ăn. Cũng thường có sốt, Hội chứng đáp ứng viêm hệ thống, Buồn nôn, nôn và tiêu chảy có thể có hoặc không, nhưng nếu có sẽ làm tăng khả năng chẩn đoán.
Triệu chứng điển hình là đau và nhạy cảm ở hố chậu phải. Nếu phản ứng dội dương tính chứng tỏ có kích thích phúc mạc. Ổ bụng gồng cứng là dấu hiệu nghi ngờ cao cho viêm phúc mạc cần can thiệp phẫu thuật.

## Chẩn đoán
Chẩn đoán dựa trên bệnh sử và khám thực thể, cùng với thử máu và các xét nghiệm chẩn đoán khác.
Dấu hiệu thực thể điển hình của viêm ruột thừa là đau lan toả ở vùng rốn, và trở nên khu trú tại điểm McBurney nếu ruột thừa viêm tiếp xúc với phúc mạc thành. Điểm này nằm tại điểm 1/3 ngoài của đường nối gai chậu trước trên và rốn, hoặc khoảng bề rộng của bàn tay. Trường hợp bất thường về giải phẫu có thể không đau tại vị trí này.

Xét nghiêm huyết học của bệnh nhân viêm ruột thừa có ba bất thường, gồm có bạch cầu >11000g/l, Neutrophil >80%, CRP(C reactive protein- một loại glycopritein do gan sản xuất khi bị viêm) gấp 4-6 lần bình thường.
Siêu âm và chụp Doppler cũng là phương tiện phát hiện viêm ruột thừa, nhưng có thể bỏ sót một số trường hợp (khoảng 15%), đặc biệt là ở giai đoạn sớm khi chưa hình thành dịch, siêu âm hố chậu không cho thấy bất thường mặc dù đã có viêm ruột thừa. Tuy nhiên, hình ảnh siêu âm có thể giúp phân biệt viêm ruột thừa với bệnh cảnh khác có triệu chứng rất giống, được gọi là viêm hạch bạch huyết quanh ruột thừa. Ở những nơi có trang bị CT scan hay chụp cắt lớp, đây là phương pháp chẩn đoán cận lâm sàng được ưa thích. Phim chụp cắt lớp CT scan thực hiện đúng quy cách có độ phát hiện (độ nhạy) hơn 95%. Ruột thừa viêm biểu hiện trên CT scan là hiện tượng mất tương phản (thuốc nhuộm đường uống) trong ruột thừa và dấu hiệu trương nở hay phù nề của ruột thừa, thường trên 6 mm ở mặt cắt ngang; ngoài ra còn có bằng chứng viêm được gọi là "xe sợi mỡ" ("fat stranding"). Siêu âm cũng đặc biệt có ích trong thăm dò nguyên nhân phụ khoa gây đau bụng ở một phần tư phải dưới ở phụ nữ mang thai vì CT scan không là phương pháp được lưa chọn trong trường hợp này.
Nếu các triệu chứng và cân lâm sàng chưa rõ, không cho bệnh nhân ăn và theo dõi thêm để chẩn đoán được chính xác.
Các phương pháp khác gồm thăm trực tràng bằng ngón tay (hay khám trực tràng qua đường hậu môn) - nếu đau ở phía phải (vị trí bình thường của ruột thừa), nó làm tăng khả năng chẩn đoán viêm ruột thừa.
Các dấu hiệu khác dùng trong chẩn đoán viêm ruột thừa là dấu cơ thắt lưng-chậu (thường ở viêm ruột thừa sau manh tràng), dấu lỗ bịt (trong), dấu Blomberg và dấu Rovsing.
Cũng cần phân biệt với các bệnh lý khác như bệnh lý phụ khoa với bệnh nhân nữ, sỏi niệu quản....

## Điều trị
Phẫu thuật cắt bỏ ruột thừa là phương pháp điều trị chính. Nếu ruột thừa chưa bị vỡ thì tiến hành phẫu thuật bằng phương pháp nội soi, còn ruột thừa đã bị vỡ giải phóng ổ viêm ra ổ bụng thì cần tiến hành mổ rạch.
Phẫu thuật qua nội soi đang được ưa chuộng, phương pháp này thầm mỹ và hồi phục nhanh hơn mổ thường (rạch da macburney).
Kháng sinh đường tĩnh mạch được dùng để tiêu diệt vi khuẩn còn sót lại và vì vậy làm giảm hiện tượng viêm.
Vài lưu ý sau phẫu thuật mổ viêm ruột thừa
- Tránh hoạt động gắng sức
- Hạn chế hoạt động quanh vùng vừa được phẫu thuật
- Sau ca phẫu thuật sử dụng thuốc giảm đau mà không thấy hiệu quả thì cần gọi bác sĩ
- Hạn chế, lưu ý và cẩn thận trong việc đi lại và di chuyển
- Không nên thức khuya
- Hạn chế chơi thể thao trong vòng 2 đến 4 tuần sau ca mổ

## Tiên lượng
Hầu hết bệnh nhân viêm ruột thừa hồi phục nhanh chóng với điều trị, nhưng có thể xảy ra biến chứng nếu điều trị chậm trễ hoặc nếu bị viêm phúc mạc thứ phát do thủng ruột thừa.
Thời gian hồi phục phụ thuộc vào tuổi, cơ địa, biến chứng và các tình huống khác, nhưng thường khoảng 10 đến 28 ngày.
Sự đe doạ tính mạng do viêm phúc mạc là lý do tại sao viêm ruột thừa cần được điều trị khẩn cấp. Đôi khi phẫu thuật cắt bỏ ruột thừa được tiến hành bên ngoài bệnh viện có trang bị phù hợp nếu việc di chuyển bệnh nhân là không khả thi do vấn đề thời gian.